# Obumieranie państwa
Obumieranie państwa – jeden z istotnych terminów marksizmu-leninizmu oznaczający nieuchronność zniknięcia państwa w procesie rozwoju historycznego.

## Historia powstania teorii obumierania państwa
Zagadnienie obumierania państwa po raz pierwszy zostało uzasadnione przez Karola Marksa i Fryderyka Engelsa, którzy, w odróżnieniu od doktryny anarchistycznej o „zniesieniu” państwa, ustalili, że proces obumierania państwa jest prawidłowością historyczną, a nie owocem czyjejś decyzji lub woli. Według klasyków marksizmu państwo nie jest instytucją wieczną, lecz powstało prawidłowo w określonych warunkach historycznych wraz z pojawieniem się klas społecznych i tak samo prawidłowo zniknie ze sceny historycznej po zbudowaniu społeczeństwa bezklasowego. Gdy nie będzie klas, nie będzie potrzebne państwo.

Dotychczasowemu społeczeństwu, poruszającemu się w przeciwieństwach klasowych, potrzebne było państwo, to znaczy organizacja każdorazowej klasy wyzyskującej do utrzymania jej zewnętrznych warunków produkcji, w szczególności do utrzymania przemocą klasy wyzyskiwanej w warunkach ucisku określonych przez istniejący sposób produkcji (niewolnictwo, poddaństwo lub pańszczyzna, praca najemna). (…) Stając się w końcu faktycznie reprezentantem całego społeczeństwa, państwo czyni samo siebie zbytecznym. (…) Ingerencja władzy państwowej w stosunki społeczne staje się zbyteczna w jednej dziedzinie po drugiej i ustaje sama przez się. Na miejsce rządzenia ludźmi przychodzi zarządzanie rzeczami i kierowanie procesami produkcji. Państwo nie zostaje „zniesione”, ono obumiera.

Stanie się to, jak podkreślali twórcy marksizmu, nie w wyniku jakiegoś jednorazowego aktu, lecz stopniowo, w miarę zmian warunków społecznych i zmian w świadomości ludzkiej.

## Obumieranie państwa i przejście do samorządu społecznego
Obumieranie państwa jest procesem skomplikowanym i długotrwałym zawierającym przeobrażanie całego systemu politycznej organizacji społeczeństwa socjalistycznego.

Problem obumierania państwa, jeśli będziemy go pojmowali dialektycznie, jest procesem rozwoju państwowości socjalistycznej i przekształcania się jej w komunistyczny samorząd społeczny.

Obumierania państwa i przechodzenia do komunistycznego samorządu społecznego nie należy wyobrażać sobie jako dwóch samodzielnych procesów, które nie są wzajemne ze sobą związane. Te dwa procesy zakładają się wzajemne i stanowią jednolity proces przerastania państwowości socjalistycznej w komunistyczny samorząd społeczny.
Obumieranie państwa jest zatem procesem kryjącym w sobie sprzeczności wewnętrzne. Jego dialektyka polega na tym, że niektóre funkcje państwa przekształcają się stopniowo lub zanikają, inne zaś zachowują się, a nawet nabierają coraz większego znaczenia. Jednakże rozwój państwowości socjalistycznej nie jest sprzeczny z obumieraniem państwa, lecz przygotowuje, w gruncie rzeczy, warunki jego obumierania. Proces rozwoju państwa socjalistycznego cechuje wciąganie do zarządzania państwem coraz szerszych mas pracujących, burzliwy rozwój demokratycznych podstaw i społecznych zasad w całym życiu społeczeństwa. Czynny udział mas we wszystkich formach życia państwowego i wszechstronny rozwój demokracji prowadzą do rozwoju samorządu.

Komunistyczny samorząd społeczny jest niepolityczną, niepaństwową formą zarządzania procesami ekonomicznymi, społecznymi i kulturalnymi społeczeństwa bezklasowego. Zakłada on czynny i bezpośredni udział każdego członka społeczeństwa w rozstrzyganiu zagadnień ogólnospołecznych, zapewnia najpełniejsze urzeczywistnianie ideałów wolności, równości i braterstwa ludzi.

Wraz z przejściem do komunistycznego samorządu społecznego państwo obumrze w związku z przekształceniem funkcji politycznych w funkcje administracyjne, czyli zastąpieniem politycznej władzy państwowej przez system zarządzania, który nie będzie miał charakteru politycznego i realizować się będzie bez specjalnego aparatu przymusu. W komunistycznym samorządzie społecznym zespolone zostaną Rady, związkowe, spółdzielcze i inne organizacje masowe. Funkcje społeczne, analogiczne do obecnych państwowych funkcji zarządzania gospodarką i kulturą, zachowane zostaną w ustroju komunistycznym, zmienią się jednak i udoskonalą zgodnie z rozwojem społeczeństwa. Sposób ich wykonywania będzie inny niż w warunkach socjalizmu. Dotychczasowe państwowe organy planowania i ewidencji, kierowania gospodarką i rozwojem kultury utracą polityczny charakter i staną się organami samorządu społecznego.

## Warunki obumierania państwa
Włodzimierz Lenin w swojej pracy Państwo a rewolucja podkreślał, że wyrażenie „państwo obumiera” wskazuje zarówno na stopniowość procesu, jak na jego żywiołowość. „Do zupełnego obumarcia państwa niezbędny jest zupełny komunizm”, podczas gdy społeczeństwo socjalistyczne jeszcze nie może się obejść bez państwa. Jego obumieranie wymaga odpowiednich warunków wewnętrznych i międzynarodowych.
Warunki wewnętrzne można podzielić na trzy grupy: ekonomiczne, społeczne i ideologiczne. Ekonomiczną przesłanką obumierania państwa jest osiągnięcie takiego stopnia rozwoju sił wytwórczych, który pozwoli całkowicie zaspokoić rosnące materialne i duchowe potrzeby ludzi i uczynić zbyteczną kontrolę nad rozmiarami pracy i produkcji. To oznacza urzeczywistnienie zasady komunizmu „od każdego według zdolności, każdemu według potrzeb”.

Państwo może obumrzeć całkowicie wtedy, kiedy społeczeństwo urzeczywistni zasadę: „każdy według zdolności, każdemu według potrzeb”, t.j. kiedy ludzie do takiego stopnia przywykną do przestrzegania zasadniczych reguł współżycia i kiedy praca ich będzie tak wydajna, że dobrowolnie pracować będą według zdolności.

Społeczną przesłanką obumierania państwa jest zniknięcie klas, a także różnic między miastem i wsią, między pracą umysłową i fizyczną. Niezbędną podstawą

zupełnego obumarcia państwa jest taki wysoki rozwój komunizmu, przy którym znika przeciwieństwo między pracą umysłową a fizyczną, a więc znika jedno z najważniejszych źródeł współczesnej nierówności społecznej i przy tym takie źródło, którego samo przejście środków wytwarzania na własność społeczną, samo wywłaszczenie kapitalistów od razu usunąć w żaden sposób nie może.

Do ideologicznych przesłanek obumierania państwa należą: wysoki poziom kultury i uświadomienia członków społeczeństwa, całkowite przezwyciężenie przeżytków przeszłości w świadomości i trybie życia ludzi, niepodzielne panowanie norm moralności komunistycznej. W warunkach społeczeństwa bezklasowego ludzie stopniowo przyzwyczają się do przestrzegania zasad współżycia bez przymusu państwowego Proces obumierania państwa zakończy się dopiero wówczas, kiedy, jak mówił Lenin, ludzie „przywykną stopniowo do przestrzegania elementarnych, od wieków znanych, w ciągu tysiącleci we wszystkich abecadłach moralności powtarzanych reguł współżycia, przestrzegania ich bez przemocy, bez przymusu, bez podlegania, bez specjalnego aparatu do przymuszania, który nazywa się państwem”. Dlatego obumieranie  państwa  będzie  nierozdzielnie  związane z obumieraniem prawa, które zostanie zastąpione przez normy moralności i obyczajowości komunistycznej.
Proces obumierania państwa zależy także od warunków zewnętrznych. Warunki te nie mogą przekreślić tych wewnętrznych procesów, które prowadzą do obumierania państwa, mogą jednak zmusić do zachowania na mniej lub bardziej długi okres tych funkcji, a więc i organów państwa, które związane są z obroną pokoju i bezpieczeństwa, zapewnieniem pokojowego współistnienia. Groźba wojny ze strony obozu imperialistycznego zmusza państwa socjalistyczne do utrzymywania gotowości obronnej i umacniania sił zbrojnych. Dlatego proces obumierania państwa może dokonać się dopiero wtedy, gdy socjalizm zwycięży ostatecznie w skali światowej i wykluczone zostanie wszelkie niebezpieczeństwo napaści z zewnątrz.